# Slavec
Slavec (dříve Salovec, maďarsky Szalóc, německy Salotz) je obec na Slovensku v okrese Rožňava. Obec se nachází na železniční trati Zvolen–Košice a u silnice I/16, známé také jako evropská silnice E58.

## Části obce
- Slavec (katastrální území Slavec)
- Vidová (maďarsky Vidtelke),[4] (katastrální území Vidová) – připojená ke Slavci byla v roce 1960[5]
- Gombasek (katastrální území Slavec)
- Hámor (katastrální území Slavec)

## Historie
První písemná zmínka o obci pochází z roku 1243. Až do roku 1918 patřila obec k Uherskému království, po první světové válce se stala součástí Československa. V letech 1938 až 1945 byla přičleněna k Maďarsku. V roce 1948 byla tehdejší obec Salovec přejmenována na Slavec.

## Pamětihodnosti
- Klášter Pavlínů v části Gombasek – vznikl kolem roku 1371, kdy Ladislav ze Štítniku daroval toto území pavlínským mnichům. Jako donátor se zmiňuje i Juraj Bubek; na svém náhrobku v kostele v Hrhově uvádí založení tohoto kláštera. Kdysi prosperující klášter zanikl během 16. století, kdy se v Gemeru rozšířila reformace a také politická situace byla nestabilní. Objekt byl vypleněn Jurajem Bebekem v roce 1566, který se údajně dopustil i mučení místních řeholníků. Klášter už nebyl nikdy obnoven. Do dnešní doby se zachovala jen malá část jižní zdi kostela Panny Marie, vysoká asi osm metrů. Původní stavba byla jednolodní s polygonálně ukončeným presbytářem. V roce 2011 se zde uskutečnil archeologický výzkum.
- Reformovaný kostel ve Slavci, jednolodní původně gotická stavba s pravoúhlým závěrem a představenou věží z 15. století. Stavba se nachází uprostřed areálu chráněného obrannou zdí. Kostel prošel stavebními úpravami v roce 1801. V interéru se nachází dřevěný kazetový strop s lidovou výmalbou z 18. století. Dále se v interiéru nachází malovaná empora, původní lavice a kazatelna s prvky lidového umění.[7]
- Reformovaný kostel v části Vidová, jednolodní původně jednoduchá renesanční stavba s pravouhlým závěrem. Na začátku 19. století byla přistavěna věž. Střecha kostela je vysoká valbová, věž je ukončena šindelovou zvonovitou helmicí. V interiéru se nachází malovaný kazetový strop, empora z roku 1783, lavice s malovanými čely ze stejného období a kazatelna. Fasády kostela jsou hladké bělené.[8]
- Barokní kúria v lokalitě Hámor (Szaloci Csákany kuria).[9]
- Řemeslnický (šafářův) dům v Gombaseku.[10]
- Rokoková kúrie Andrássyů z druhé poloviny 18. století, v Gombaseku.[11]

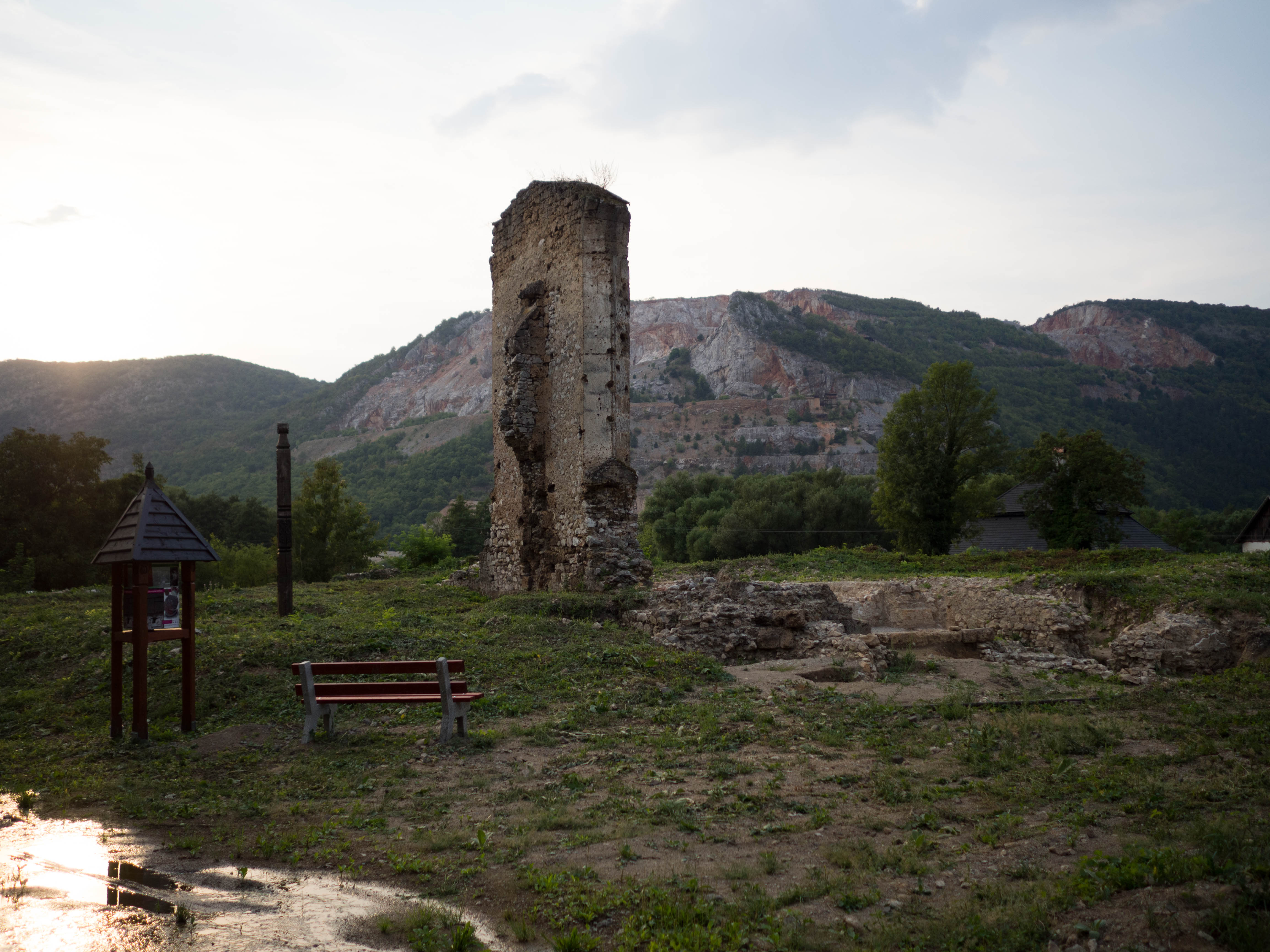
Gombasek, ruiny kláštera Pavlínů

## Příroda
Obec leží v centru Národního parku Slovenský kras. V katastrálním území obce se nachází Gombasecká jeskyně.

## Kultura
V letním obdbobí je v Gombaseku každoročně organizován folklorní festival Gombasecké kulturní slavnosti.

## Hospodářství
Na území obce je velký kamenolom.

## Partnerské obce
- Dunavarsány, Maďarsko[14]